# Nova TV (Crna Gora)
Nova M je komercijalni TV kanal Crne Gore s nacionalnom pokrivenošću koji je pokrenut 9. listopada 2018. godine kao Pink M, međutim Pink BH (u Bosni i Hercegovini) & Pink M (u Crnoj Gori) su prodani tvrtci United Mediatrenutno vodeće medijske platforme u jugoistočnoj Europi. Promjena imena kanala dogodila se 9. listopada 2018., zbog promjene vlasničke strukture, odnosno prodaje tvrtke Direkt Media tvrtci United Group, vlasnika zemaljskih televizijskih kanala Pink BH & Pink M (danas Nova BH & Nova M) u Bosni i Hercegovini i Crnoj Gori tijekom lipnja 2018. godine. I danas postoje kanali Pink M i Pink BH ali oni su sada kabelski, za razliku od Nove BH i Nove M (bivše Pink BH & Pink M) koje su zemaljske.

## Program
Nova M vlasnik je prava naredne četiri godine utakmica koje igraju reprezentacija Crne Gore u UEFA Liga nacija i kvalifikacijama za Europsko prvenstvo 2020. godine. Također, Nova M će emitirati i kvalifikacije za reprezentaciju Crne Gore za Svjetsko prvenstvo 2022. Prvi sportski prijenos u sklopu programa Nova M bio je prijenos utakmice UEFA Liga nacija između Crne Gore i susjedne Srbije 11. listopada 2018. godine. 
Osim bogatog sportskog programa, Nova M emitira i hrvatske programe iz Nove TV kao što su: Ples sa zvijezdama, Supertalent, Tvoje lice zvuči poznato, Farma i slični programi takvog karaktera kao i hrvatske domaće serije sa Nove TV kao što su: Na granici, Kud puklo da puklo, Dar Mar, i slični programi zabavne i dramske karakteristike iz te televizijske kuće. Osim hrvatskih sadržaja sa Nove TV, preuzimaju se i srpski programi zabavne karakteristike sa Nove S televizije koja je članica United Grupe kao i Nove TV i Nova BH kao što su game show Totalni obrt te preuzimaju se srpski programi iz okrilja Grand Produkcije kao što su: Grand Stars, Zvezde Granda, Nikad nije kasno, Zvezde Granda Specijal, Grand parada, Praktična žena, Nedjeljno popodne sa Leom Kiš i slično.
Informativna emisija Nove M se zove Centralni Dnevnik te se ona emitira uživo svaki dan od 18:00.